# Dornier 328JET

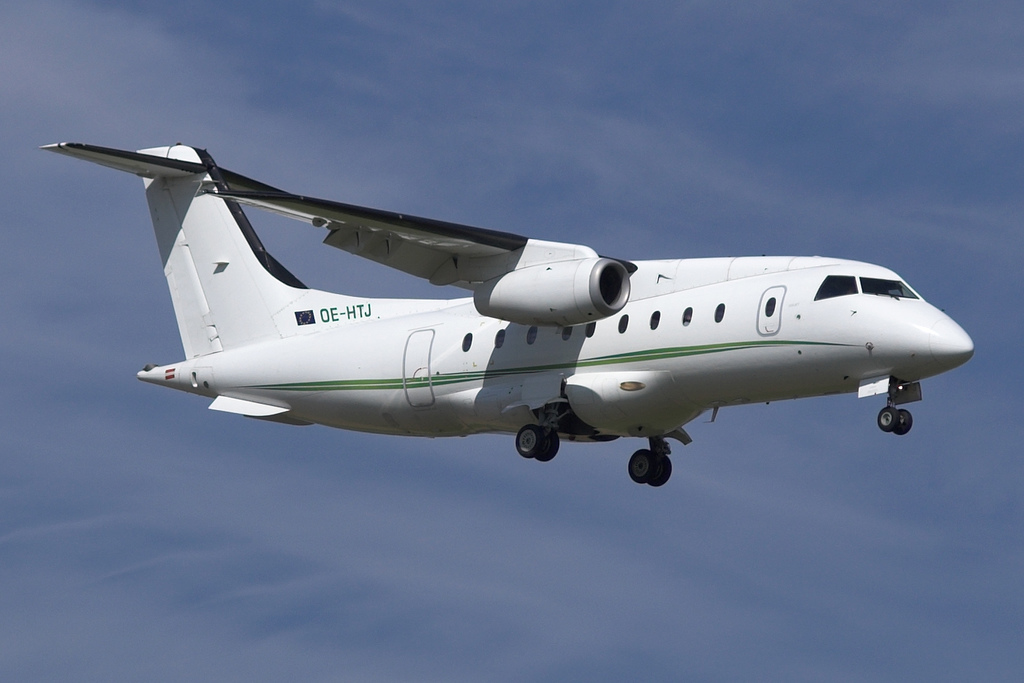

Dornier 328JET är ett 2-motorigt jetdrivet passagerarflygplan tillverkat av Dornier i 54 exemplar och är baserad på det turbopropmotordrivet Dornier 328 som propellerdriven version. Den flög för första gången 1998.